# Eberhard Kneisl
Eberhard Kneisl, né le 12 mai 1916 à Sölden et décédé le 26 décembre 2008, était un skieur alpin autrichien.

## Jeux olympiques d'hiver
| Épreuve / Édition    | Descente | Slalom | Combiné |
| JO 1948 Saint-Moritz | 15e      | —      | 12e     |

### Championnats du monde
| Épreuve / Édition       | Descente | Slalom | Combiné |
| ----------------------- | -------- | ------ | ------- |
| Mondiaux 1936 Innsbruck | 5e       | Argent | Bronze  |
| Mondiaux 1938 Engelberg | Abandon  | —      | —       |
| JO 1948 Saint-Moritz    | 15e      | —      | 12e     |

### Arlberg-Kandahar
- Meilleur résultat : 4e place du slalom 1948 à Chamonix